# Mont Augustus
Pour les articles homonymes, voir Augustus.
Le mont Augustus est une montagne située dans l'Ouest de l'Australie, à environ 852 km au nord de la ville de Perth.
Il est deux fois plus grand que le monolithe Uluru (Ayers Rock) mais, contrairement à ce dernier et malgré une croyance répandue,, il s'agit d'un monoclinal composé de plusieurs types de roches.
Datant d'environ 1,8 milliard d'années, il est haut de 825 mètres et couvre une superficie de 47,95 km2.
Le 3 juin 1858, Francis Gregory fut le premier européen à gravir le mont Augustus. Il le baptisa en hommage à son frère, Sir Augustus Charles Gregory (1819-1905).

## Géologie
Le mont Augustus est composé de sable et de conglomérat, une formation que les géologues appellent le sable du mont Augustus. Le sable du mont Augustus fut déposé par un ancien réseau de rivières et est un peu plus jeune que le granite en dessous (vieux de 1,64 milliard d'années). La disposition horizontale originale des strates fut par la suite désorganisée à cause de la tectonique des plaques.